# Адосинда
Адосинда (исп. Adosinda ; умерла в 780-е годы) — королева Астурии, жена короля Сило, дочь Альфонсо I Католика.

## Биография
Адосинда была дочерью Альфонсо I Католика, короля Астурии, и королевы Эрмесинды. Со стороны отца она была внучкой герцога Педро Кантабрийского, а со стороны матери — внучкой Пелайо, первого короля Астурии, и его жены, королевы Гаудиосы. Адосинда также приходилась сестрой королю Фруэле I, и после убийства последнего она, опасаясь за жизнь своего племянника Альфонсо, сына Фруэлы, отправила его в монастырь Сан-Хулиан-де-Самос, Луго.
После убийства Фруэлы Адосинда остались при дворе под защитой короля Аурелио, где встретила Сило, галисийского дворянина. Она выбрала его своим мужем, что было редким явлением в то время, и после смерти Аурелио в 774 году её муж Сило стал королём Астурии, а Адосинда — королевой. Её муж правил Астурией с 774 по 783 год.
Когда её муж умер в 783 году, Адоcинда приняла участие в выборах его преемника, который оказался её племянник Альфонсо, сын Фруэлы I. Однако Маурегато, брат Адосинды, сместил Альфонсо II с престола, вынудив его укрыться в Алаве.
Из-за поддержки, оказанной Альфонсо, Адосинда оказалась в опале при дворе Маурегато и была вынуждена уйти в монастырь Сан Хуан де де Сантианес Правия. Некоторые авторы предполагают, что она проживала в монастыре до своей смерти. Дата смерти Адосинды неизвестна. Возможно, последнее упоминание о королеве Адосинде может быть датировано 26 ноября 783 или 785 года, когда она присутствовала на диспуте своего духовника Беата Лиебанского и Этерия Оксоменского с Элипандом Толедским.
После смерти тело королевы Адосинды было похоронено в церкви Сан Хуан де Сантианес Правия, где были похоронен и её муж, король Сило, приказавший возвести эту церковь. В церкви сохранилась могила, в которой, как предполагается, находятся останки короля и его жены. В этом же церкви был похоронен король Маурегато.